# Emanuele Repetti
Emanuele Repetti (Carrara, 3 ottobre 1776 – Firenze, 12 ottobre 1852) è stato un geografo, storico e naturalista italiano.

## Biografia
Nato a Carrara nel 1776, si formò presso le scuole dei Padri Domenicani e nel 1793 si iscrisse alla facoltà di chimica dell'Università di Roma, entrando poi a lavorare nella farmacia del professor Vincenzo Garrigos. Iniziò così ad appassionarsi alle scienze naturali. Nel 1801, dopo il matrimonio con Minetta Ghirlanda, tornò a Carrara, ma dovette poco dopo trasferirsi a Firenze in quanto nella sua città natale non gli era stato possibile aprire una farmacia.
Divenuto nel 1813 proprietario di una farmacia, sempre in quell'anno si sposò per la seconda volta, dopo essere rimasto vedovo, con Giulia Rossi, che gli diede dieci figli.
A Firenze trovò un ambiente tranquillo e adatto ai suoi studi. Nel 1820 pubblicò Cenni sopra l'Alpe Apuana ed i Marmi di Carrara e poco dopo fu la volta della "Relazione di una escursione geologica al Monte Amiata", pubblicata su L'Antologia, Giornale di scienze, lettere e arti.
Fu nel 1830 che Repetti iniziò a pensare alla sua opera più famosa, il Dizionario geografico fisico storico della Toscana, che avrebbe dovuto descrivere la storia naturale e civile di ogni paese della Toscana. Cominciò così una serie di gite ed escursioni in tutta la regione, in modo da raccogliere il maggior quantitativo di informazioni utili all'impresa; per poter fare ciò, rifiutò addirittura un incarico presso l'Accademia dei Georgofili, di cui era socio dal 1824. Il Dizionario fu pubblicato a fascicoli tra il 1833 e il 1846, fu in seguito raccolto in cinque grossi volumi ed ebbe una grande diffusione e un notevole successo, tanto che a Repetti furono attribuiti numerosi riconoscimenti ufficiali.
Sempre per il Granducato di Toscana, ma molto più sintetico, esce nel 1855 la sua collaborazione al Dizionario corografico-universale dell'Italia, una serie di manoscritti raccolti in 4 volumi, ciascuna in parti che variano per numero e per argomento nelle edizioni degli anni successivi.

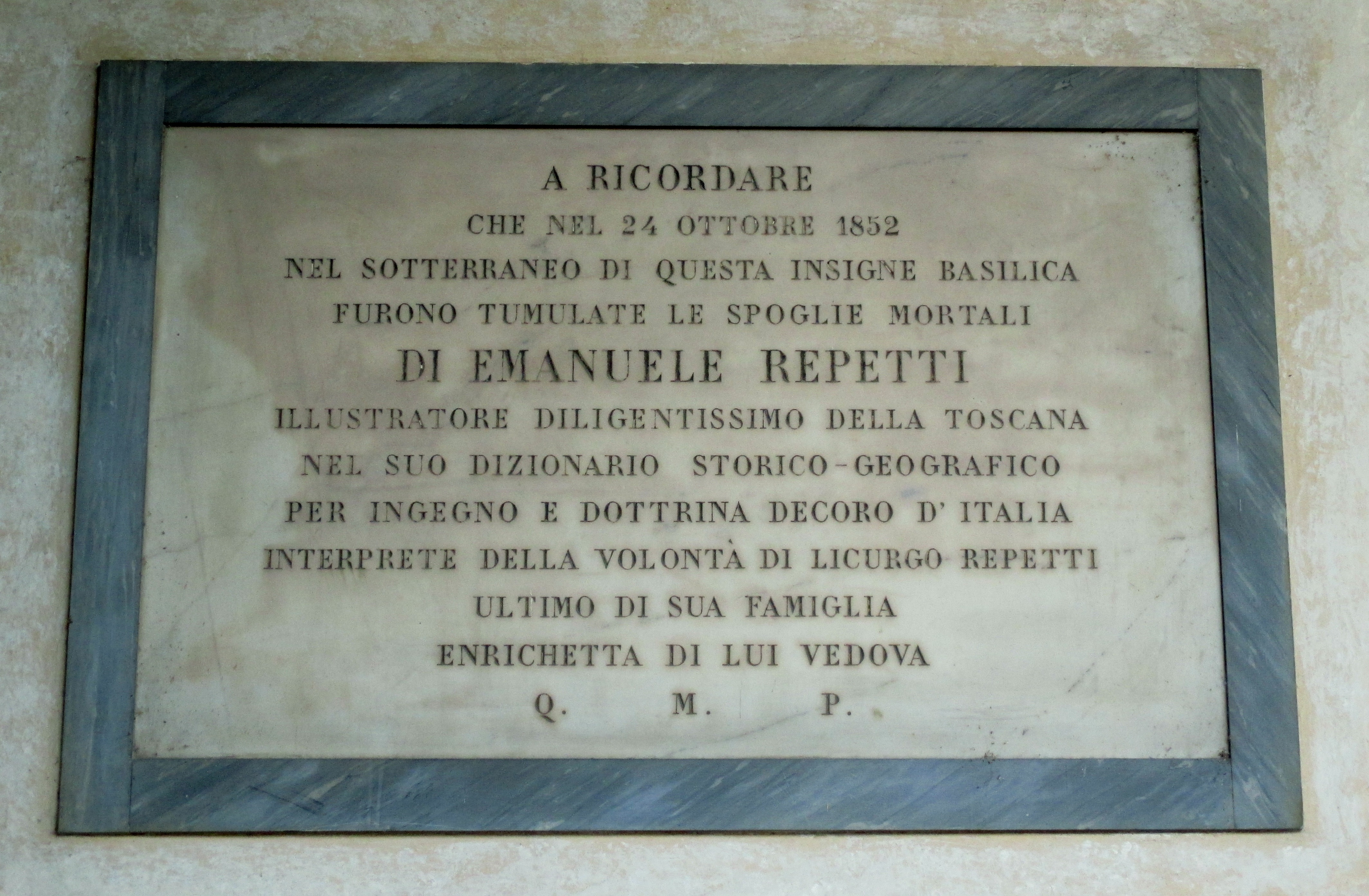
Epigrafe nel chiostro della basilica di San Lorenzo, a Firenze

Morì a Firenze nel 1852; il 24 ottobre le sue spoglie furono tumulate nei sotterranei della Basilica di San Lorenzo, come attestato da una lapide situata nel chiostro della chiesa.

## Intitolazioni
- La città di Carrara gli ha dedicato il liceo classico cittadino.
- Il comune di Sarteano gli ha intitolato le scuole superiori di primo grado.
- Varie città italiane tra cui Roma, Firenze, Pisa, Montepulciano e La Spezia gli hanno dedicato strade.

## Scritti
- Emanuele Repetti, Dizionario corografico-universale dell'Italia sistematicamente suddiviso secondo lattuale partizione politica dogni singolo stato italiano, compilato da paregghi dotti italiani, Milano, Stabilimento di Civelli Giuseppe, 1855,  vol. III parte seconda, Granducato di Toscana.
- Emanuale Repetti, Dizionario geografico fisico storico della Toscana, contenente la descrizione di tutti i luoghi del Granducato, Ducato di Lucca, Garfagnana e Lunigiana, Roma, Multigrafica, 1969. 6 voll., ristampa anastatica dell'edizione originale, Firenze, A. Tofani, 1833-1845.
- Emanuele Repetti, Compendio storico della città di Firenze, sua comunità, diocesi e compartimento fino all'anno 1849, Sala bolognese, Forni, 1978. Ristampa anastatica.
- Emanuele Repetti, Compendio storico di Carrara e Massa articoli che fanno parte dell'operetta sull'Alpe Apuana ed i marmi di Carrara, Fiesole, Nella badia fiesolana, 1821.